# Ciria
Ciria – gmina w Hiszpanii, w prowincji Soria, w Kastylii i León, o powierzchni 46,18 km². W 2011 roku gmina liczyła 99 mieszkańców.